# Oskar Maurus Fontana
Oskar Maurus Fontana, född 13 april 1889 i Wien, död där 4 maj 1969, var en österrikisk författare.
Oskar Maurus Fontana arbetade som journalist, han kom som utgivare av lyrikantologin Die Aussaat (1916) spela en viktig roll i den expressionistiska litteraturens historia i Österrike. Han författade dramatik som Das Märchen der Stille (1910), Die Milchbrüder (1912), Studentengeneral (1913), Marco (1916) och Hiob der Verschwender (1925). Fontana författade även romaner som Erweckung (1919), Insel Elephantine (1924), Der Weg durch den Berg (1936) som handlar om Sankt Gotthardsbanans tillkomst, Katastrophe am Nil (1946) och Die Türme des Beg Begonja (1946). Han utgav även noveller som Empörer (1920), Gefährliche Sommer (1932) och Sie suchten den Hafen (1946). Wiener Schauspieler (1947) är ett teaterhistoriskt arbete.